# Új Párt (Magyarország)
Az Új Párt egy rövid életű kiegyezéspárti (azaz korabeli szóhasználattal „67-es”) nemzeti radikális politikai párt volt a dualista Magyarországon a 20. század legelején Bánffy Dezső vezetésével.

## Története
Bánffy Dezső kormányfői bukása után alig egy héttel, 1899. március 2-án képviselői mandátumáról is lemondott. Ezután főudvarmesteri kinevezése miatt egy időre visszavonult az aktív politizálástól is, habár a főrendi ház tagjaként továbbra is a politikai életben maradt. Főudvarmesteri tisztségéről 1904 márciusában mondott le, hogy újra aktivizálhassa magát a politikában. Még abban a hónapban megalakította a (korabeli értelemben vett) nemzeti radikális, de 67-es alapokon nyugvó Új Pártot, aminek színeiben egy az évi szegedi (első választókerületi) időközi választáson parlamenti mandátumhoz is jutott.
A párt, lévén a „legsovinisztább magyar”, Bánffy Dezső alapította ideológiáját tekintve radikális nemzeti nézeteket vallott, azaz egyebek mellett a nemzetiségek mindenáron történő magyarosítását, Ausztria és Magyarország viszonyának újragondolását is sürgette, viszont a többi hasonló párttal ellentétben az Osztrák–Magyar Monarchián belüli keretek közt, azaz korabeli szóhasználattal 67-es alapokon. (a szám 1867-re, a kiegyezés évére, a Monarchia születésére utal)
Bánffy amint ismét bejutott a képviselőházba hamar szóváltásba került a regnáló miniszterelnökkel, Tisza Istvánnal, akinek új házszabálytervezete ellen a leghangosabban kelt ki. A „zsebkendőszavazás” hatására (1904. november 18.) több képviselő is átlépett a kormányzó Szabadelvű Pártból az Új Pártba, ami másnap csatlakozott a szövetkezett ellenzékhez. Utóbbinak vezérkarába Bánffyt és párttársát, Eötvös Károlyt (a tiszaeszlári vérvád védőügyvédjét) is beválasztották. Az 1905-ös választások a szövetség győzelmét hozták, az Új Párt 13 képviselőt delegálhatott a parlamentbe (Bartha Ignác, Bánffy Miklós, Bene István, Dániel László, Eötvös Károly, Gyárfás Endre, Hock János, Óvári Ferenc, Pisztóry Mór, Szabó Kálmán, Szakáts Zoltán, Wesselényi Miklós) A tömörüléshez tartozott még sokak mellett Apáthy István zoológus is, aki vezérszerepet vitt a párt programjának részletes kidolgozásában.
Mikor Bánffy a katonai kérdések mellőzését sürgette a kampányában ellentétbe került a szövetkezett ellenzék többi részével, akik 1906 márciusában kitették a szövetségből. Erre pártja ahelyett, hogy követte volna, inkább feloszlatta magát, tagsága pedig nagyrészt a Függetlenségi és Negyvennyolcas Párthoz, illetve páran más pártokhoz csatlakoztak.

## Országgyűlési választási eredményei
| Választások | Mandátumok száma | Mandátumok aránya | Parlamenti szerepe |
| ----------- | ---------------- | ----------------- | ------------------ |
| 1905-ös1    | 13               | 3,15%             | kormánypárt        |

1: A szövetkezett ellenzék részeként